# Butcher Gap Conservation Park
Butcher Gap Conservation Park är en park i Australien. Den ligger i delstaten South Australia, omkring 240 kilometer sydost om delstatshuvudstaden Adelaide.
Trakten runt Butcher Gap Conservation Park är nära nog obefolkad, med mindre än två invånare per kvadratkilometer..
Trakten runt Butcher Gap Conservation Park består till största delen av jordbruksmark. Genomsnittlig årsnederbörd är 719 millimeter. Den regnigaste månaden är juli, med i genomsnitt 125 mm nederbörd, och den torraste är januari, med 16 mm nederbörd.